# Sonny Landham
Sonny Landham, född 11 februari 1941, död 17 augusti 2017, var en skådespelare som bland annat gjort sig känd som rollen Billy i filmen Rovdjuret. Utöver denna roll spelade han även ett flertal roller som amerikansk urfolksinvånare då han bland annat har påbrå av cherokee och seminole. Han är även far till skådespelaren Priscilla Landham.

## Tidig karriär
Landham inledde sin skådespelarkarriär som porrstjärna och medverkade bland annat i filmen Slippery When Wet. I efterhand ska Landham dock ha ångrat den här delen av sin karriär och uppgivit att han endast gjorde det för pengarna.

## Politisk karriär
Efter sin skådespelarkarriär engagerade sig Landham politiskt. Inledningsvis kandiderade han som guvernör i delstaten Kentucky men drog sig ur valet bland annat på bristande finansiella resurser och blev aldrig nominerad. 2008 kandiderade han istället till senaten för Libertarian party, men en kort senare valde partiet att dra tillbaka sitt stöd från Landham på grund åsiktsskillnader som framgått under en radiointervju. 

## Sjukdom och död
2016-2017 förlorade Landham båda sina ben på grund av hjärtproblem och senare samma år dog han av hjärtsvikt. 